# Dvije zapovijedi ljubavi
Dvije zapovijedi ljubavi Isus je izrekao kada su ga farizeji pitali koja je najvažnija od Deset Božjih zapovijedi.

## Zapovijedi Ljubavi
1. Ljubi Gospodina, Boga svoga svim srcem svojim, svom dušom svojom i svim umom svojim.
2. Ljubi bližnjega svoga, kao samoga sebe.